# Genista cinerascens
Espèce
Genista cinerascens est une espèce de plantes à fleurs de la famille des Fabaceae. C'est un arbuste originaire du sud-ouest de l'Europe.

## Répartition et habitat
Cette espèce est originaire de l'Espagne et du Portugal.